# Puquichapio
Puquichapio är en ort i Mexiko.   Den ligger i kommunen Yuriria och delstaten Guanajuato, i den centrala delen av landet, 230 km väster om huvudstaden Mexico City. Puquichapio ligger 1 734 meter över havet och antalet invånare är 441.
Terrängen runt Puquichapio är kuperad västerut, men österut är den platt. Runt Puquichapio är det ganska tätbefolkat, med 248 invånare per kvadratkilometer. Närmaste större samhälle är Valle de Santiago, 16,8 km norr om Puquichapio. I omgivningarna runt Puquichapio växer huvudsakligen savannskog.